# Grigory Martirosyan
Grigory Martirosyan (Step'anakert, 14 novembre 1978) è un politico karabakho.
Ha ricoperto il ruolo di ministro delle finanze e di ministro di Stato della repubblica de facto dell'Artsakh.

## Biografia
Nato nella capitale Step'anakert, si è laureato in economia all'università statale dell'Artsakh nel 1999 e nel 2001 conseguì un master nella medesima materia presso l'università di Erevan. Dal 1998 al 1999 ha lavorato come economista nel Dipartimento di statistica dello Stato. Dal 2000 al 2005 ha ricoperto un incarico presso l'Agenzia statale per gli appalti. Dal 2005 al 2007 è stato capo specialista al ministero dell'economia e finanze, vice ministro del medesimo dicastero e poi Primo vice ministro.
Il 25 settembre 2017 è stato nominato ministro delle Finanze, incarico lasciato il 6 giugno dell'anno successivo per il ruolo di Ministro di Stato.
È sposato e ha tre figli.